# Norbert Ernst
Norbert Ernst (* 21. November 1977 in Wien) ist ein österreichischer Opernsänger (Tenor).

## Leben
Norbert Ernst wurde in Wien geboren und wuchs in Edlitz auf. Später studierte er Instrumental- und Gesangspädagogik und das Konzertfach Gesang am Josef-Matthias-Hauer-Konservatorium in  Wiener Neustadt bei Gerd Fussi. Er studierte Lied und Oratorium bei Charles Spencer und Robert Holl an der Universität für Musik und darstellende Kunst in Wien und absolvierte Meisterkurse bei Kurt Equiluz und Walter Berry.
Als Konzertsänger gastierte Norbert Ernst in Österreich, Ungarn, Italien, der Schweiz, Deutschland und in den Niederlanden im Concertgebouw (Amsterdam) und in Utrecht. 
Sein erstes Engagement führte Norbert Ernst 2002 als Ensemblemitglied an die Deutsche Oper am Rhein in  Düsseldorf, wo er unter anderem sein Debüt als David in Die Meistersinger von Nürnberg gab. Diese Partie sang er auch bei den Opernfestspielen in Savonlinna – Finnland. Gastspiele führten den Tenor an die Volksoper Wien, an das Stadttheater Klagenfurt, das Grand Théâtre de Genève, die Staatsoper unter den Linden Berlin und als Telemaco in Il ritorno d’Ulisse in patria zum Opernfestival nach Montreux. 
Im Herbst 2003 gab Norbert Ernst sein Debüt als Brighella unter Pinchas Steinberg an der Opera National de Paris. Im Sommer 2004 fand sein Debüt bei den Bayreuther Festspielen als 3. Knappe in Parsifal unter Pierre Boulez statt. Es folgten weitere Einladungen für 2005 und 2006 erneut als 3. Knappe und Steuermann in Der fliegende Holländer sowie 2007 als David in Die Meistersinger von Nürnberg unter Sebastian Weigle, unter dem er auch als Steuermann ebenfalls 2007 sein Debüt am Liceu in Barcelona gab.
Ein Höhepunkt seiner Karriere war sein Debüt an der Wiener Staatsoper im Januar 2008, wo er kurzfristig als „David“ in der Wiederaufnahme von „Die Meistersinger von Nürnberg“ unter dem Dirigat von Christian Thielemann einsprang und von Publikum und Presse viel Beifall erhielt. Die Rolle sang er danach vier Jahre, von 2008 bis 2011 bei den Bayreuther Festspielen. Dort war er 2013 und 2014 auch der Loge in der Oper Das Rheingold.
Seit der Spielzeit 2010/11 ist Norbert Ernst Ensemblemitglied der Wiener Staatsoper.
Bei den Salzburger Festspielen wirkte er 2012 bei einer Mozart-Matinee mit, 2015 verkörperte er die Rolle des Jaquino in der Neuinszenierung von Beethovens Fidelio.
Seit 27. März 2023 leitet er eine Gesangsklasse an der Josef-Matthias-Hauer-Musikschule in Wiener Neustadt, wo er auch seine Ausbildung erhalten hat.

## Diskografie
- 2013: Wohl fühl ich, wie das Leben rinnt, Kristen Okerlund, Klavier; Gramola
- 2016: Lebt Kein Gott – Arien von Beethoven, Weber und Wagner (Decca)